# Silent Hill: Origins
Silent Hill: Origins (Originaltitel: Silent Hill Zero) ist ein 2007 erschienenes Survival-Horror-Computerspiel für PlayStation Portable. 2008 folgte eine Fassung für PlayStation 2. Das Spiel behandelt die Geschehnisse vor Silent Hill.

## Handlung
Der Spieler übernimmt die Rolle des Truck-Fahrers Travis Grady, der ungewollt nach Silent Hill kommt und hier bei dem Versuch, die Stadt wieder zu verlassen, ständig mit seiner Vergangenheit konfrontiert wird. Silent Hill: Origins spielt in einer Zeit vor dem ersten Teil der Serie, in der die Stadt zu dem wurde, was sie gegenwärtig ist: Vom ruhigen Erholungsort zur Hochburg des Bösen. Es wird auch ein Wiedersehen mit Dahlia und Alessa Gillespie, Lisa Garland und Dr. Michael Kaufmann geben.

## Spielprinzip
Das Ziel von Silent Hill: Origins ist es, den Spielercharakter Travis Grady bei der Suche nach Informationen über ein Mädchen, das er aus einem brennenden Haus gerettet hat, durch die von Monstern bevölkerte Stadt Silent Hill zu führen. Das Spiel verwendet eine Third-Person-Perspektive, die sich mit festen Kamerawinkeln abwechselt. Origins folgt der Gameplay-Formel früherer Silent-Hill-Spiele und dreht sich in erster Linie um Kämpfe, Erkundungen und das Lösen von Rätseln. Das typische Gameplay von Origins besteht darin, zwischen der Realität und ihrem dunkleren und heruntergekommenen Gegenstück, der „Anderen Welt“, zu wechseln, um Schlüssel und Objekte zu erhalten, die zum Lösen eines Rätsels benötigt werden. Travis trägt eine Taschenlampe und zeigt die Richtung eines in der Nähe befindlichen verwendbaren Gegenstands an, während sein tragbares Funkgerät den Spieler durch Statik auf die Anwesenheit von Monstern in der Nähe aufmerksam macht. Durch das Besiegen der Boss-Gegner schaltet man neue Gebiete frei. Der Abschluss des Spiels führt zur Freischaltung spezieller Gegenstände oder alternativer Outfits für Travis.

## Produktion
Das erste Silent-Hill-Spiel auf der PSP wird gleich zu einem wichtigen Teil der Serie, in dem man herausfindet, wie das Böse in Silent Hill entstand und sich einige andere Unklarheiten der ersten vier Teile auflösen. Zum ersten Mal wurde ein Silent-Hill-Spiel nicht vom Team Silent, sondern von dem amerikanischen Entwicklerstudio Climax entwickelt. Vor einiger Zeit allerdings haben die Amerikaner das Projekt an ihre englischen Kollegen weitergegeben. Die Hintergrundmusik wurde von Akira Yamaoka komponiert.

## Rezeption
Die meisten Kritiken für Silent Hill: Origins waren positiv; Seine ursprüngliche Veröffentlichung auf der PSP erhielt eine Metacritic-Gesamtpunktzahl von 78 von 100. GameDaily schrieb, dass Origins „alle Elemente, die wir an der Silent-Hill-Franchise lieben, auf beeindruckende Weise in ein tragbares Format“ bringe, das „wunderbar“ funktioniere. Laut Kristan Reed von Eurogamer: „Zweifellos darauf bedacht, dem Vermächtnis der Serie treu zu bleiben, schenkt Climax den Zutaten der ersten drei Silent-Hill-Spiele so große Aufmerksamkeit, dass es im Grunde eine kompromisslose Hommage an den Spielen ist“. Jeff Haynes von IGN lobte nur die Grafik und schrieb: „Von den überladenen und mit Müll übersäten Schauplätzen bis zu den rostigen, chaotischen Doppelgängern der alternativen Dimensionen fühlt sich alles an, als wäre es aus einem der anderen Titel entfernt und auf den Handheld geschrumpft worden.“